# Martinskirche (Roßwag)

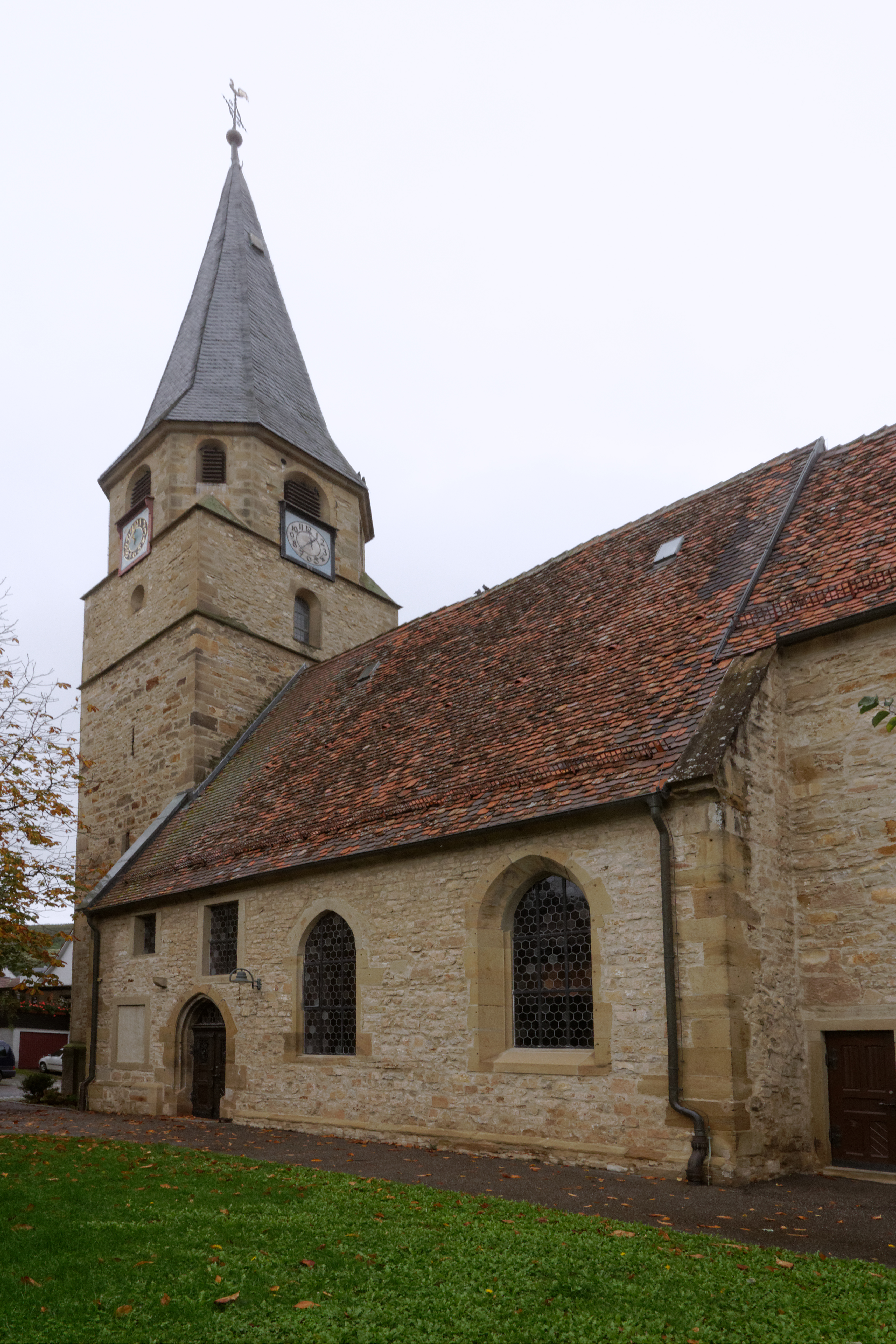
Martinskirche in Roßwag

Die Martinskirche ist die evangelische Pfarrkirche von Roßwag, einem Stadtteil der Großen Kreisstadt Vaihingen an der Enz im Landkreis Ludwigsburg in Baden-Württemberg. Das Bauwerk ist beim Landesamt für Denkmalpflege Baden-Württemberg als Baudenkmal eingetragen. Die Kirchengemeinde gehört zum Kirchenbezirk Vaihingen-Ditzingen der Evangelischen Landeskirche in Württemberg.

## Beschreibung
Die im 14. Jahrhundert zum großen Teil aus Bruchsteinen gebaute Saalkirche besteht aus einem Langhaus, einem eingezogenen, dreiseitig geschlossenen, von Strebepfeilern gestützten Chor im Osten, der 1497 erneuert wurde, und einem Kirchturm im Westen, der im Kern auf eine Wehrkirche zurückgeht, wie an den Schießscharten zu erkennen ist. Seine quadratischen Geschosse verjüngen sich seit 1594 zu einem achteckigen, das an vier Seiten die Zifferblätter der Turmuhr und hinter den Klangarkaden an allen acht Seiten den Glockenstuhl beherbergt. Darauf sitzt ein schiefergedeckter Knickhelm.
Das Erdgeschoss des Kirchturms dient als Vestibül und ist mit einem Kreuzrippengewölbe überspannt, der Innenraum des Chors mit einem Netzgewölbe. 1976 wurde eine neue Orgel aufgestellt.